# Enéa
Die Enéa (auch Énéa geschrieben) ist ein kleiner Fluss in Frankreich, der im Département Dordogne in der Region Nouvelle-Aquitaine verläuft. Sie entspringt im Gemeindegebiet von  Proissans, entwässert mit einem Bogen über Ost generell in südlicher Richtung durch die Landschaft des Périgord Noir und mündet nach rund 16 Kilometern im Gemeindegebiet von Carsac-Aillac als rechter Nebenfluss in eine enge Flussschleife der Dordogne.

## Orte am Fluss
(Reihenfolge in Fließrichtung)
- Proissans
- Sainte-Nathalène
- Plancassagne, Gemeinde Prats-de-Carlux
- Saint-Vincent-le-Paluel
- Malevergne, Gemeinde Saint-Vincent-le-Paluel
- Le Bouyssou, Gemeinde Carsac-Aillac
- La Tavernerie, Gemeinde Carsac-Aillac

## Sehenswürdigkeiten
- Cabane de Malvergne, Trockensteinhütte aus dem 17. Jahrhundert am Flussufer in der Gemeinde Saint-Vincent-le-Paluel – Monument historique[4]